# Chassalia griffithii
Chassalia griffithii är en måreväxtart som först beskrevs av Joseph Dalton Hooker, och fick sitt nu gällande namn av Aaron Paul Davis. Chassalia griffithii ingår i släktet Chassalia och familjen måreväxter. Inga underarter finns listade i Catalogue of Life.